# Eugène Penancier

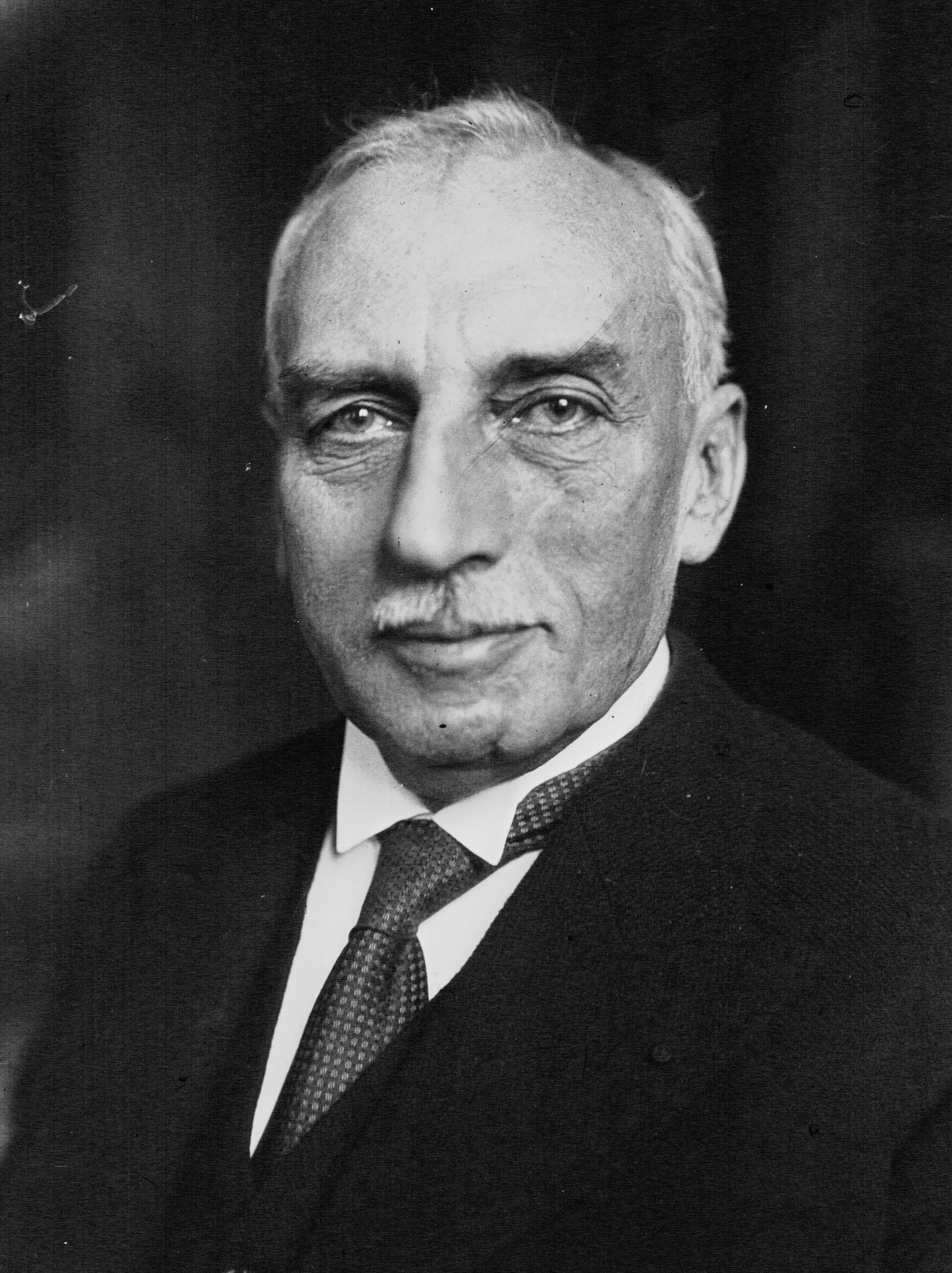
Eugène Penancier (1933)

Eugène Hippolyte Penancier (* 4. Februar 1873 in Bray-sur-Seine, Département Seine-et-Marne; † 4. Juli 1955 in Paris) war ein französischer Politiker der Parti républicain, radical et radical-socialiste (PRRS), der von 1920 bis 1935 Mitglied des Senats sowie 1933 und erneut 1934 Vize-Premierminister und Justizminister war.

## Leben
Eugène Hippolyte Penancier begann nach dem Schulbesuch ein Studium der Rechtswissenschaften an der Universität von Paris. 1897 erwarb er dort einen Doktor der Rechte mit der Arbeit Des Défauts et des périls de la législation actuelle sur les pensions de retraites civiles et des projets de réforme présentés jusqu’à ce jour, in der er sich mit Mängel und Gefahren der damaligen Gesetzgebung zur zivilen Altersversorgung und bis dahin vorgestellte Reformvorhaben befasste. Im Anschluss war er als Rechtsanwalt sowie später als Richter tätig, ehe er Rat am Rechnungshof (Cour des Comptes) wurde. Seine politische Laufbahn begann er in der Kommunalpolitik als Mitglied des Gemeinderates seiner Geburtsstadt Bray-sur-Seine, deren Bürgermeister er später war. Er war zudem Mitglied des Generalrates (Conseil général) des Département Seine-et-Marne.
Am 11. Januar 1920 wurde Penancier für die Parti républicain, radical et radical-socialiste (PRRS) Mitglied des Senats (Sénat) und vertrat in diesem bis zum 13. Januar 1936 ebenfalls das Département Seine-et-Marne. Nach seiner Wiederwahl am 9. Januar 1927 wurde er 1928 Vorsitzender des einflussreichen Gesetzgebungsausschusses (Commission de législation). Am 31. Januar 1933 wurde er im ersten Kabinett Daladier erstmals Vize-Premierminister (Vice-Président du Conseil) und Justizminister (Ministre de la Justice) und behielt dieses Amt bis zum 26. Oktober 1933. Das Amt des Vize-Premierministers und Justizministers bekleidete er zwischen dem 30. Januar und dem 9. Februar 1934 auch im zweiten Kabinett Daladier. Bei der Wahl vom 20. Oktober 1935 bewarb er sich wieder für ein Mandat im Senat, verpasste aber mit 286 der 995 Stimmen im Département den Wiedereinzug in den Senat und zog sich aus dem politischen Leben zurück.

## Veröffentlichung
- Des Défauts et des périls de la législation actuelle sur les pensions de retraites civiles et des projets de réforme présentés jusqu’à ce jour, Dissertation, Universität von Paris, 1897